# Gastrodes pacificus
Gastrodes pacificus är en insektsart som först beskrevs av Léon Abel Provancher 1886.  Gastrodes pacificus ingår i släktet Gastrodes och familjen Rhyparochromidae. Inga underarter finns listade i Catalogue of Life.